# Lars Bonnevie
Lars Bonnevie (født 7. marts 1941 på Frederiksberg) er en dansk forfatter, oversætter og litteraturkritiker og -kommentator ved Weekendavisen.
Bonnevie blev student fra Frederiksborg Statsskole i 1959, og blev uddannet cand.mag. i fransk og græsk fra Københavns Universitet i 1967. Han har tidligere arbejdet freelance for Information, Land og Folk og Politiken, men siden 1992 har han været tilknyttet Weekendavisen. Han var studielektor ved Avedøre Gymnasium indtil 2004 og ekstern lektor ved Institut for Litteraturvidenskab, Københavns Universitet indtil 2001. I årene 1987-1989 arbejdede han som undervisningsinspektør for Ministry of Education, Botswana. 
Forfatterdebuten fik han med romanen Agent i 1970, der gav ham en produktionspræmie fra Statens Kunstfond året senere. Han har desuden modtaget engangsydelser fra fonden i 1972, 1973, 1974, 1976, 1979, 1980, 1982 og 1986, ligesom han har fået adskillige produktionspræmier. Siden 2003 har han modtaget Statens Kunstfonds livsvarige ydelse. Af andre anerkendelser har Bonnevie bl.a. modtaget Det franske Kulturministeriums Oversætterstipendium i 1985, Drassows Legat i 1986, Chevalier de L'ordre des Arts et des Lettres i 2003 og Otto Gelsted-prisen i 2011.
Bonnevie er i sine bøger ofte kritisk overfor samfundet og ikke mindst kapitalismen. Flere af romanerne udspiller sig i Afrika, hvor Bonnevie har arbejdet.

## Dømt for injurier mod politiker
Efter at Pia Kjærsgaard var blevet overfaldet på Nørrebrogade i København 2. februar 1998 skrev Lars Bonnevie i en kronik: 
"Min påstand er, at hun selv har været ude om det, ja, at hun har fortjent det. Hun selv og ikke skatteyderne bør betale for den politiudrykning som reddede hende fra endnu flere bank. ... Selvom det naturligvis er politiets opgave at beskytte borgerne, kan man spørge, om det også er dets opgave at beskytte idioter mod sig selv."
 Han kaldte hende desuden "åbenlyst racistisk". Bonnevie blev dømt for injurier i byretten.